# Cunnersdorf (Hohnstein)
Cunnersdorf je vesnice, místní část města Hohnstein v německé spolkové zemi Sasko. Nachází se v zemském okrese Saské Švýcarsko-Východní Krušné hory a má 252 obyvatel.

## Historie
Lesní lánová ves Cunnersdorf je v písemných pramenech prvně zachycena roku 1430 jako Kunerstorff, název Cunnersdorf se používá od roku 1791. Roku 1974 se do té doby samostatná obec stala součástí Ehrenbergu, spolu s kterým se roku 1994 připojila k Hohnsteinu.

## Geografie
Cunnersdorf se rozkládá na severním okraji Saského Švýcarska. Potok Dorfbach ústí u mlýna Bockmühle do říčky Polenz. Na území vsi se nachází osm rybníků. Cunnersdorfem neprochází železnice.

## Pamětihodnosti
- památník obětem první světové války
- lidová a selská stavení – podstávkové a hrázděné domy, třístranné dvory